# Valeyrac
Valeyrac é uma comuna francesa na região administrativa da Nova Aquitânia, no departamento da Gironda. Estende-se por uma área de 13,52 km². Em 2010 a comuna tinha 553 habitantes (densidade: 40,9 hab./km²).